# Estilo neoislâmico

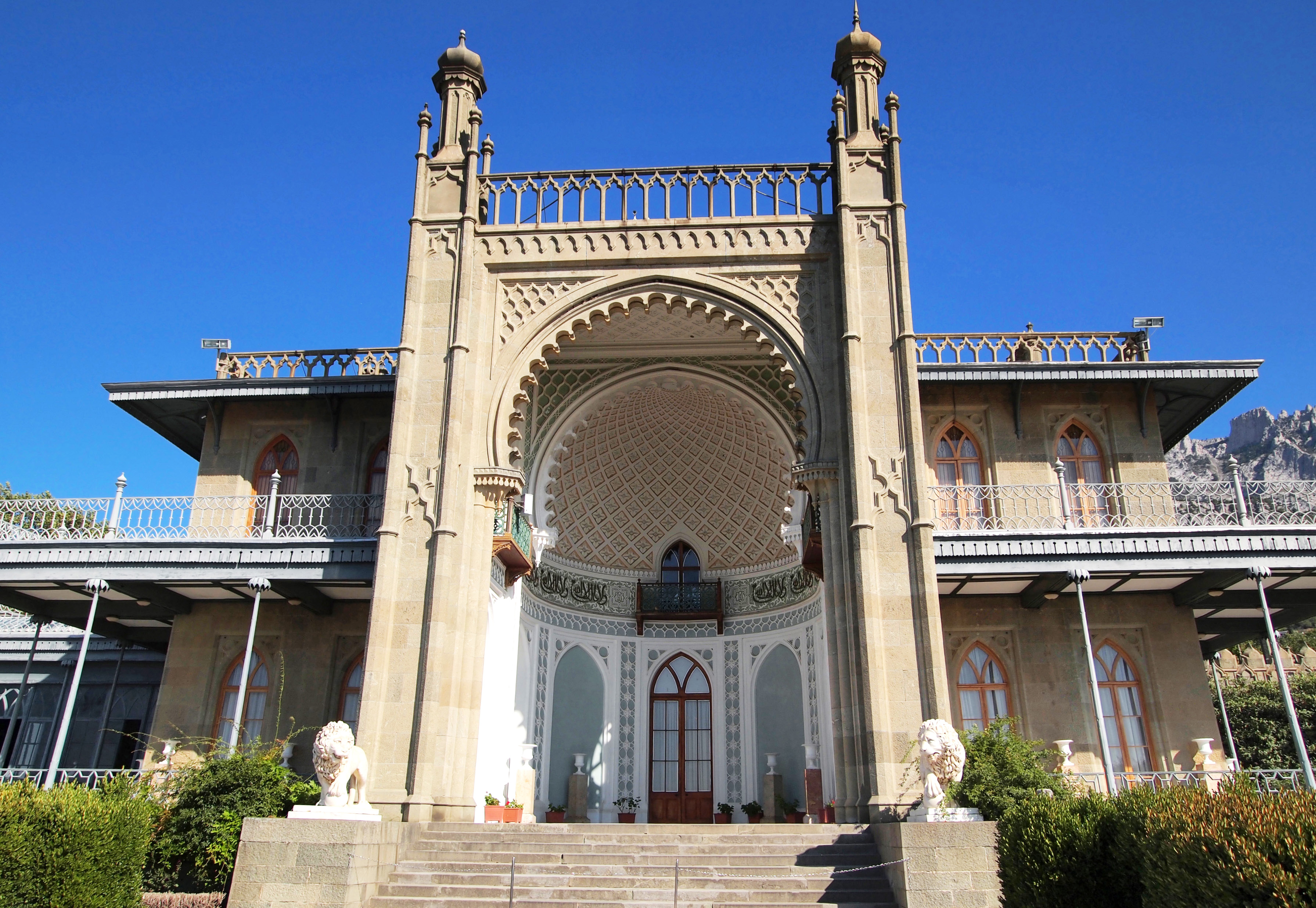
Palácio Vorontsov (Ucrânia), construído em 1830-1848 pelo inglês Edward Blore.

O estilo neoislâmico, também neomourisco, neomudéjar ou neoárabe, foi um estilo artístico revivalista e romântico, surgido na Europa no século XIX, que buscava imitar e recriar a arte islâmica antiga.
O neoislâmico foi um reflexo do fascínio pelo exótico da cultura e a arte dos países do Oriente (Orientalismo) que se espalhou pela Europa especialmente a partir de finais do século XVIII. Várias fontes de inspiração foram utilizadas, incluindo a arte do Império Otomano, do Norte da África e Andaluzia, do Médio Oriente e do Império Mogol na Índia.
O neoislâmico foi particularmente utilizado na arquitetura, sendo por isso considerado parte da arquitetura historicista. Muitas vezes foi misturado a outros estilos, dando origem a edificações ecléticas. Edificações antigas que serviram de modelos para projetos "neo" incluem mausoléus mogóis como o Taj Mahal na Índia e palácios como a Alhambra, na Andaluzia, Espanha.

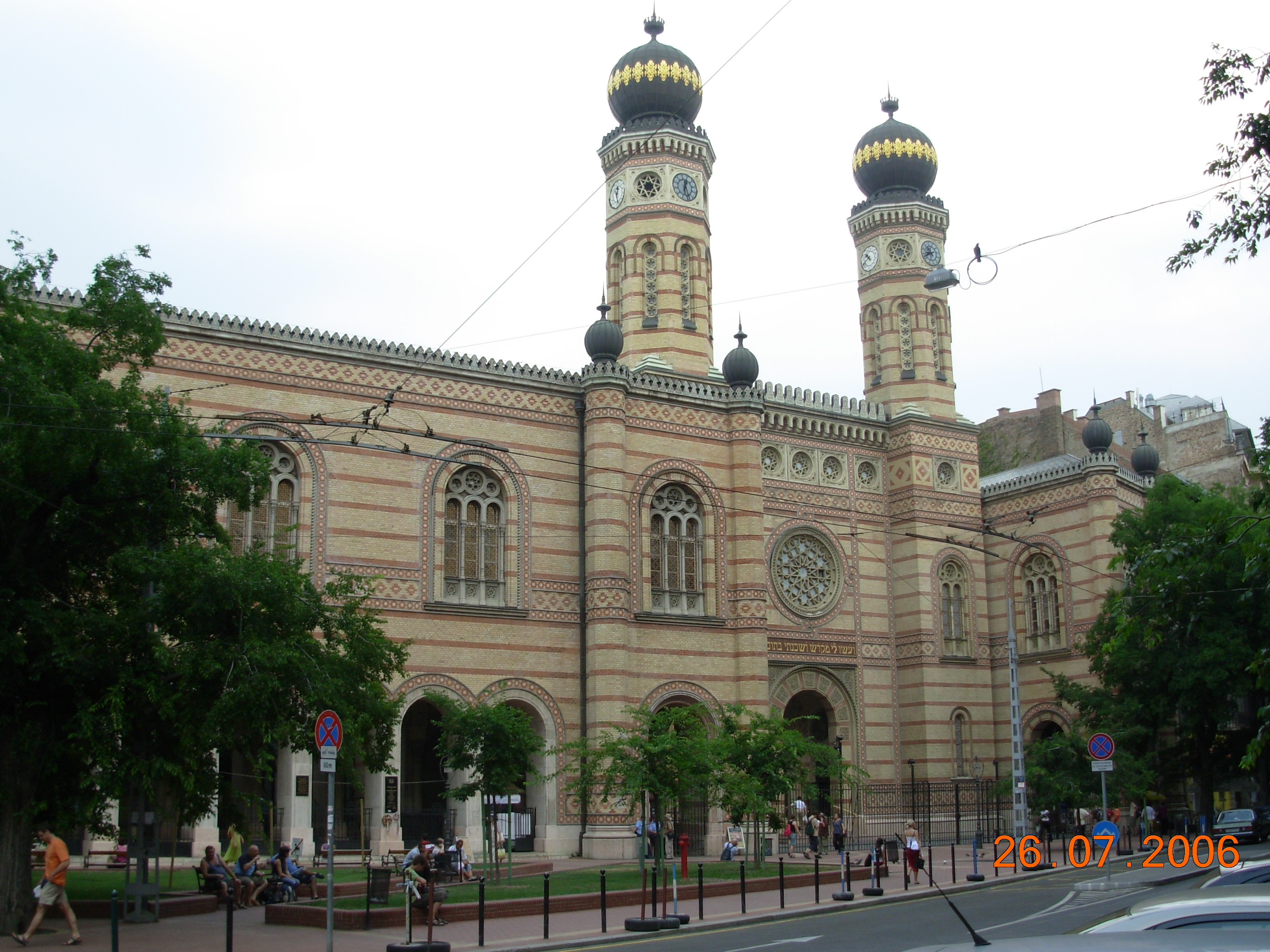
Sinagoga de Dohány em Budapeste, construída em 1854-1859.

Na arquitetura, algumas dos primeiras manifestações do estilo foram realizadas por arquitetos ingleses. Entre 1815 e 1822, o arquiteto John Nash redesenhou o Pavilhão Real de Brighton, na Inglaterra, em um estilo exótico que imita a arquitetura indiana de influência mogol, incluindo cúpulas em forma de cebola e minaretes. Um pouco mais tarde, entre 1830 e 1848, o arquiteto Edward Blore construiu o Palácio Vorontsov, em Alupka, Ucrânia, em estilo islâmico influenciado pelos mausoléus da Ásia Central como residência para um príncipe local. Seguindo o gosto orientalista em voga no século XIX, os estilos neo-islâmicos logo se espalharam pelos outros países europeus e às Américas.
Na Europa, muitas sinagogas foram construídas em estilos neoislâmicos, devido à crença de que a época de dominação islâmica na Ibéria medieval correspondeu a uma idade de ouro para o Judaísmo. Um exemplo antigo foi a Sinagoga de Dresden (Alemanha, destruída na Noite dos cristais), construída entre 1839 e 1840 pelo renomado arquiteto Gottfried Semper com discreta decoração neoislâmica misturada com elementos neobizantinos e neorromânicos. Exemplos de antigas sinagogas em estilo neoislâmico ainda existentes são a Sinagoga de Dohány em Budapeste (Hungria), construída entre 1854 e 1859; a Nova Sinagoga em Berlim, construída entre 1859 e 1866 (reconstruída); a Sinagoga Espanhola de Praga (República Tcheca), construída a partir de 1868 e a Sinagoga de Florença (Itália), construída entre 1874 e 1882. Muitas outras sinagogas importantes em estilo neoislâmico ainda existem na Polônia, República Tcheca, Hungria, Rússia, Bulgária (Sinagoga de Sófia), Bósnia (Sinagoga de Sarajevo), além dos Estados Unidos.

## Em Portugal

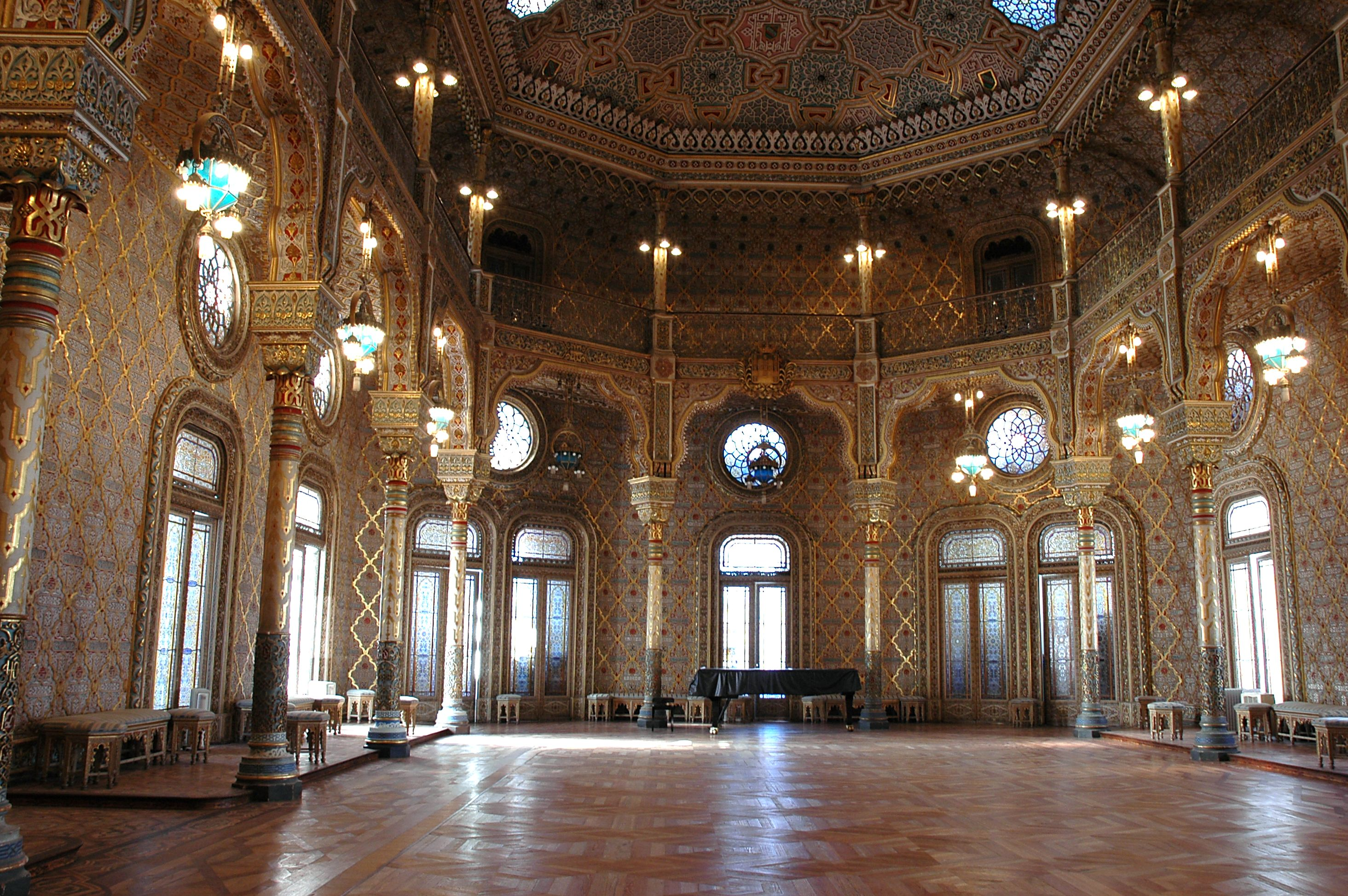
Salão Árabe do Palácio da Bolsa do Porto (1862-1880).

Em Portugal, o neoislâmico foi fartamente utilizado na arquitetura romântica desde o século XIX. Sintra, centro do romantismo português, foi palco das suas primeiras manifestações, como no Palácio Nacional da Pena (a partir de 1844), que incorpora elementos neogóticos, neomanuelinos e neoislâmicos na forma de torres e cúpulas que lembram minaretes. Nos anos 1860, ainda em Sintra, foi construído o palácio da Quinta do Relógio, segundo um projeto do arquiteto António da Fonseca Júnior. O palácio incorpora janelões e arcadas com arcos em ferradura e é decorado com inscrições em árabe. Muito mais tarde, já em 1922, foi erguida a pitoresca Fonte Mourisca, decorada com azulejos.
Outro dos monumentos emblemáticos do estilo é o exuberante Salão Árabe do Palácio da Bolsa no Porto, construído entre 1862 e 1880 pelo arquiteto Gustavo Adolfo Gonçalves e Sousa num estilo inspirado pelo Alhambra. Em Lisboa foram construídos alguns palacetes no estilo, como o Palácio Ribeira da Cunha (1877, Praça do Príncipe Real) e o Palacete Conceição da Silva (1891, Avenida da Liberdade). Na década de 1910, quando o Palácio Alverca (atual Casa do Alentejo) foi convertido num cassino, o seu pátio interior e salões internos foram redecorados num exuberante estilo neomourisco.

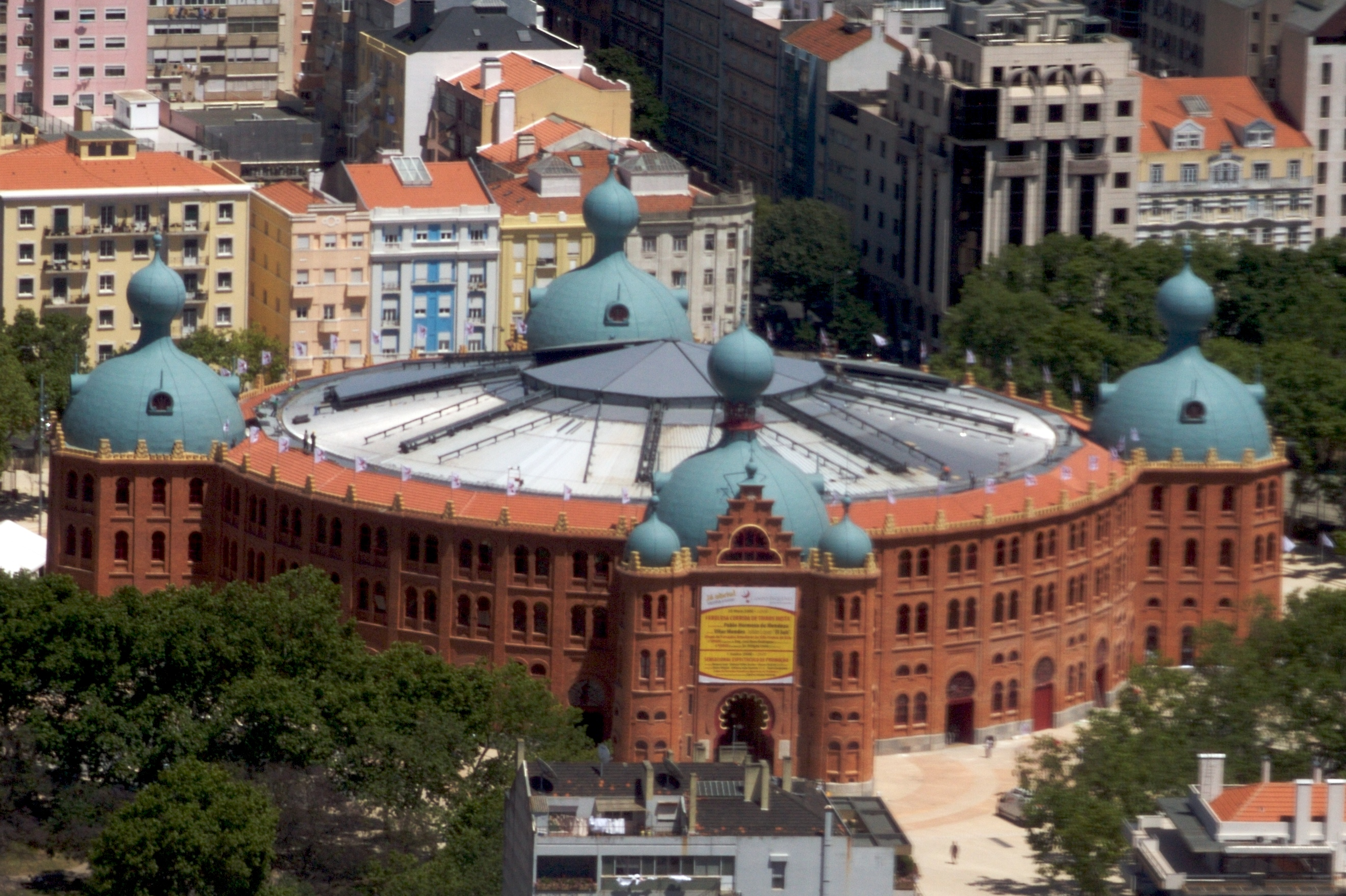
Praça de Touros do Campo Pequeno, em Lisboa.

Ainda em Lisboa, foi construída uma das principais obras do gênero, a Praça de Touros do Campo Pequeno, datada de 1892 e projetada pelo arquiteto António José Dias da Silva. A monumental praça, de forma circular e dotada de janelas de arcos de ferradura e ameias, tem quatro torreões nos quatro pontos cardeais com cúpulas aceboladas. A superfície do edifício é integralmente revestida com tijolos vermelhos, dando-lhe uma aparência típica da arquitetura mudéjar ibérica. Outras praças de touros portuguesas, como a de Setúbal, foram construídas no mesmo estilo.

## No Brasil

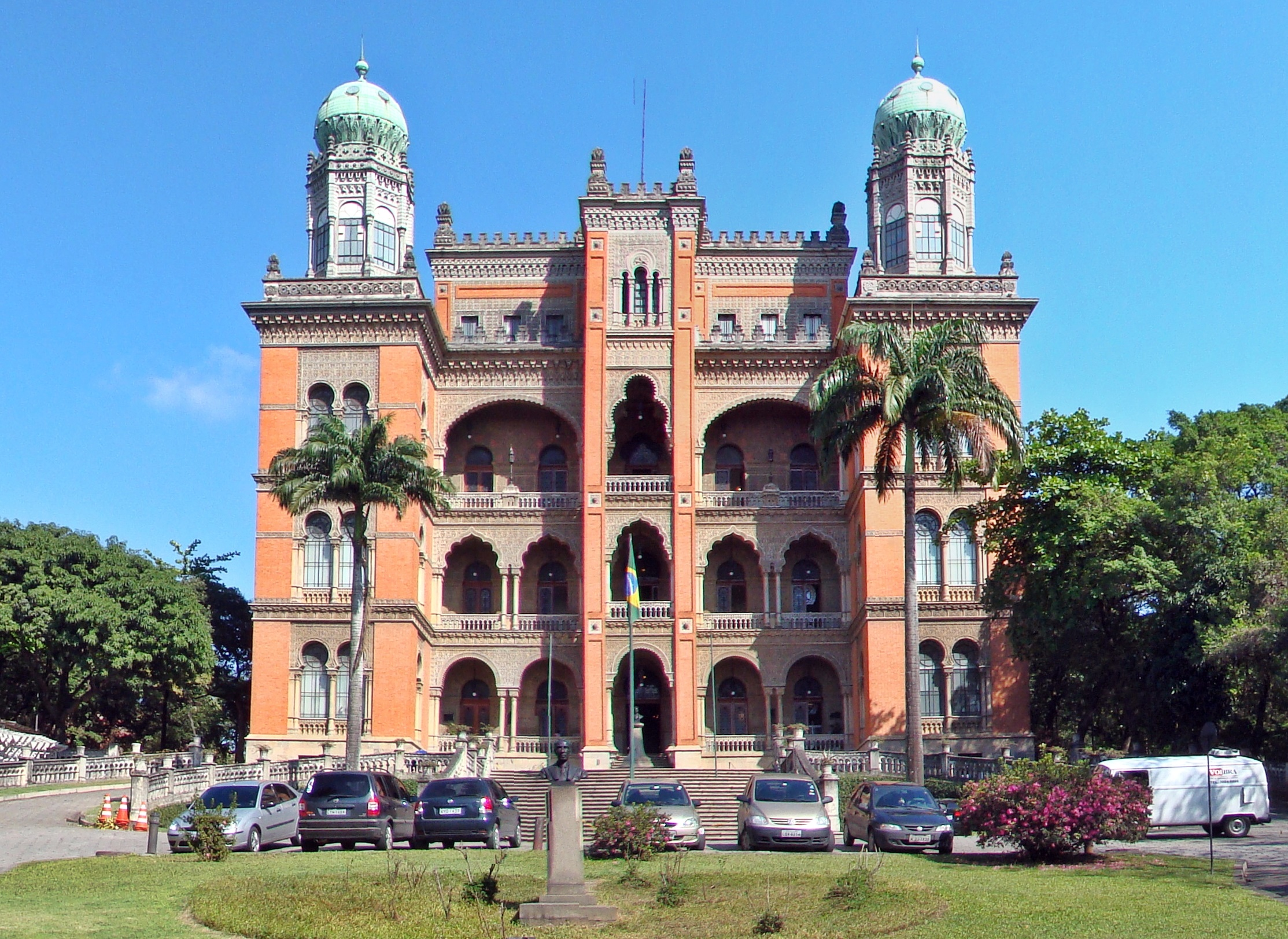
Pavilhão Mourisco, sede da Fundação Oswaldo Cruz, no Rio de Janeiro.

No Brasil, o estilo mourisco foi também utilizado, ainda que muitos edifícios tenham sido perdidos. Talvez o mais importante existente seja o Pavilhão Mourisco, sede da Fundação Oswaldo Cruz, no Rio de Janeiro. O palácio, desenhado pelo arquiteto português Luiz de Moraes Jr., foi construído entre 1904 e 1918. Os quatro andares são dotados de arcadas de feição arabizante e a fachada é flanqueada por duas torres com cúpulas aceboladas. O interior acompanha o exterior e foi ricamente decorado com azulejos, mosaicos, estuques e vitrais em estilo mourisco.
Outro exemplo importante no Rio de Janeiro é o chamado Salão Mourisco do Palácio do Catete, construído cerca de 1865 como residência do Barão de Nova Friburgo e que serviu de residência presidencial. O salão, inserido num palácio de arquitetura neoclássica, é integralmente decorado com arcadas, móveis, pinturas e até um lustre em estilo mourisco e era utilizado para atividades lúdicas, como o jogo e o fumo.
Curiosa é também a Igreja do Imaculado Coração de Maria, também localizada no Rio, levantada entre 1909 e 1929 segundo um projeto do arquiteto espanhol Adolfo Morales de los Ríos. A igreja é de estilo marcadamente moçárabe, inspirada na arquitetura mudéjar medieval ainda existente na Espanha atual, coberta de tijolos e ricamente decorada. Outro edifício notável em estilo neoislâmico no Rio foi um café-restaurante construído cerca de 1909 na praia de Botafogo, conhecido como Pavilhão Mourisco e projetado por Alfredo Burnier. O pavilhão, de estrutura metálica com cinco chamativas cúpulas, foi finalmente demolido na década de 1950 para a construção de um túnel, mas o nome "mourisco" persiste na toponímia local, por exemplo no Centro Empresarial Mourisco, levantado recentemente perto do local do antigo palacete. Em Salvador, a Igreja de Nossa Senhora da Lapinha, na Liberdade (Salvador), tem seu interior totalmente mourisco
Em outros lugares do Brasil, também há exemplos esparsos de arquitetura neoislâmica. Em São Paulo, destaca-se o Palacete Rosa, construído pela próspera família Jafet, imigrantes libaneses. O Mercado Municipal de Campinas, projetado pelo arquiteto Ramos de Azevedo e inaugurado em 1908, é outro exemplo desse estilo.

## Na Espanha
- Arte neomudéjar

## Galeria

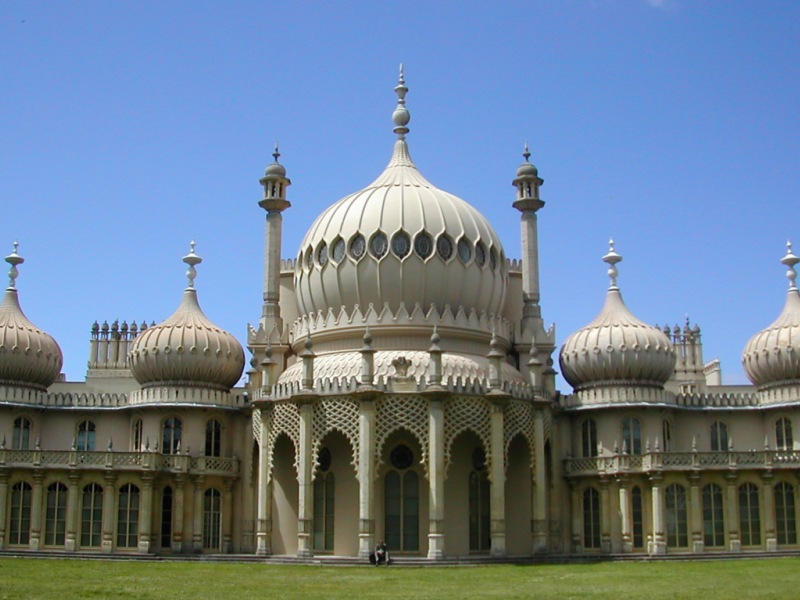
Royal Pavilion (1815-22) em Brighton, na Inglaterra
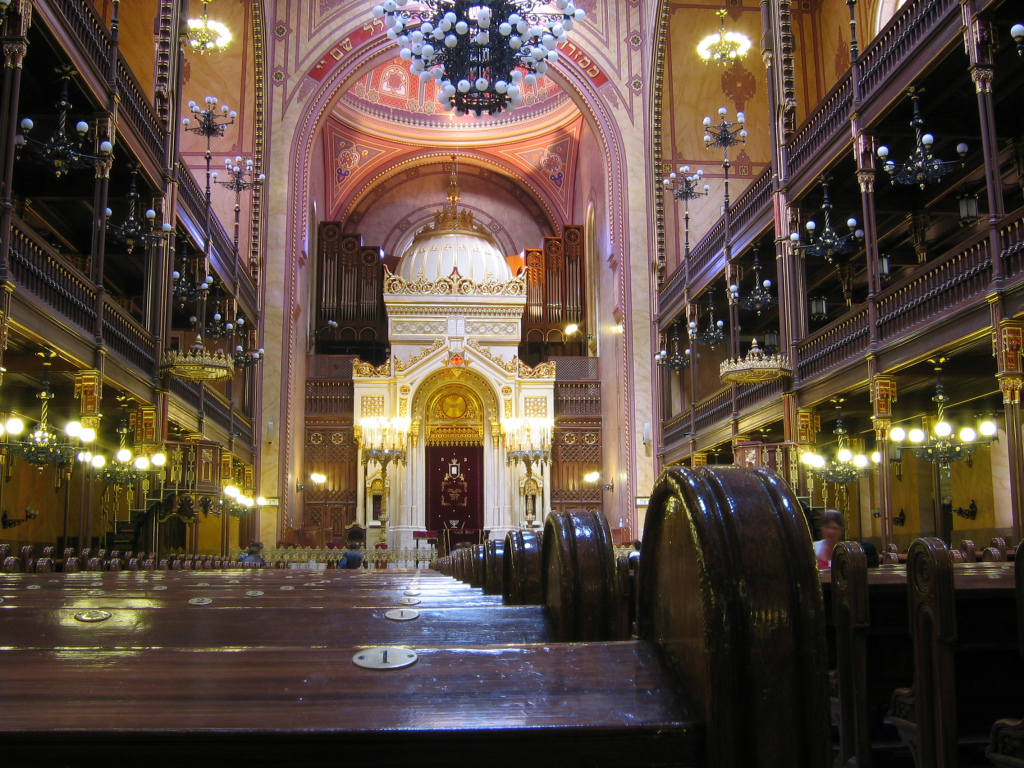
Interior da Sinagoga de Dohány (1854-59), em Budapeste, na Hungria
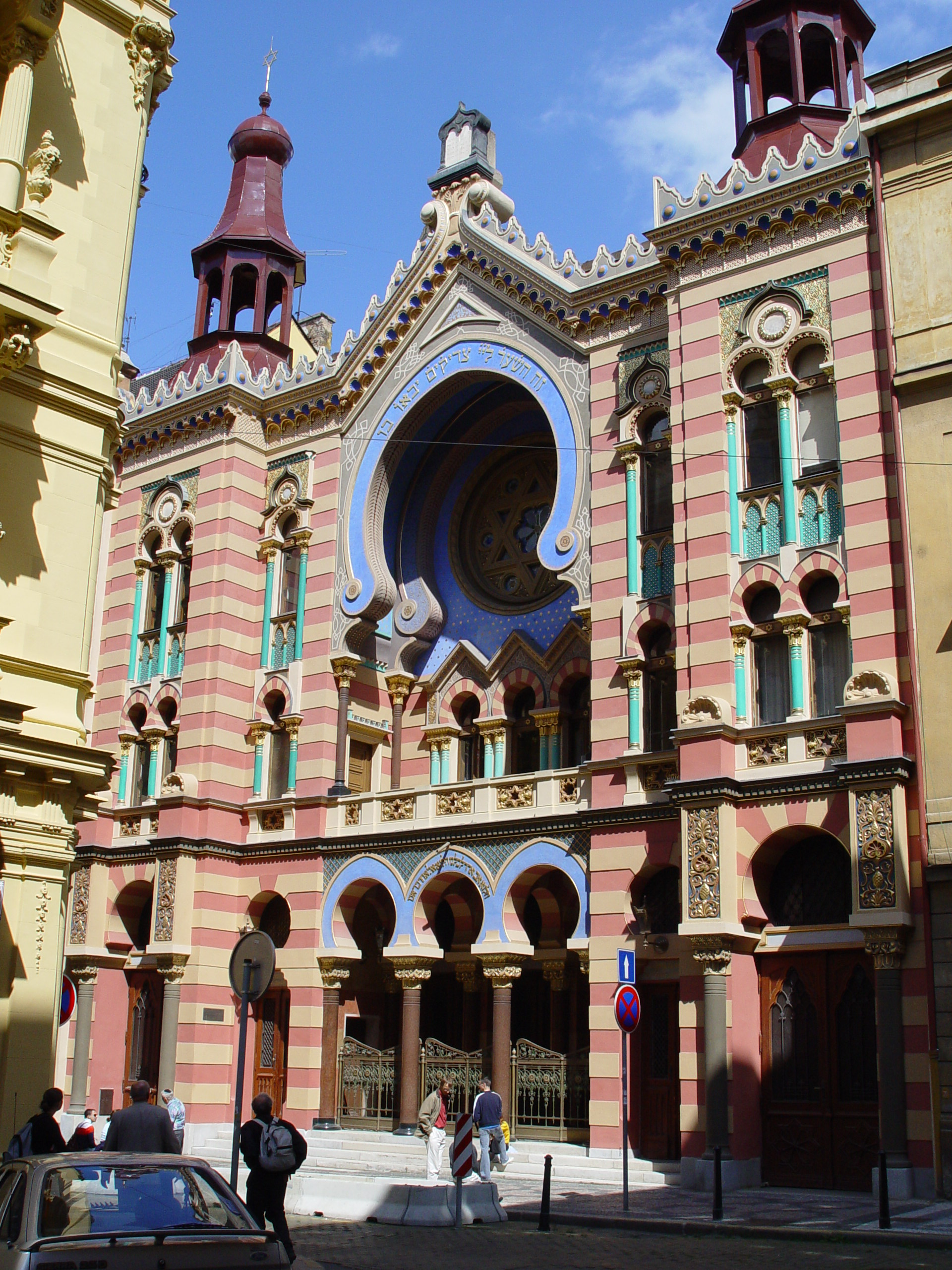
Sinagoga de Jerusalém (c.1874), em Praga, na República Tcheca
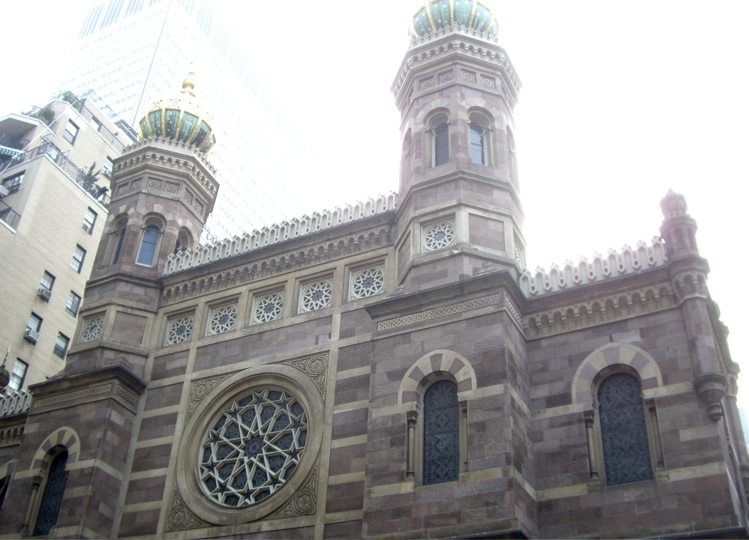
Sinagoga Central (c.1872), em Nova Iorque, nos Estados Unidos
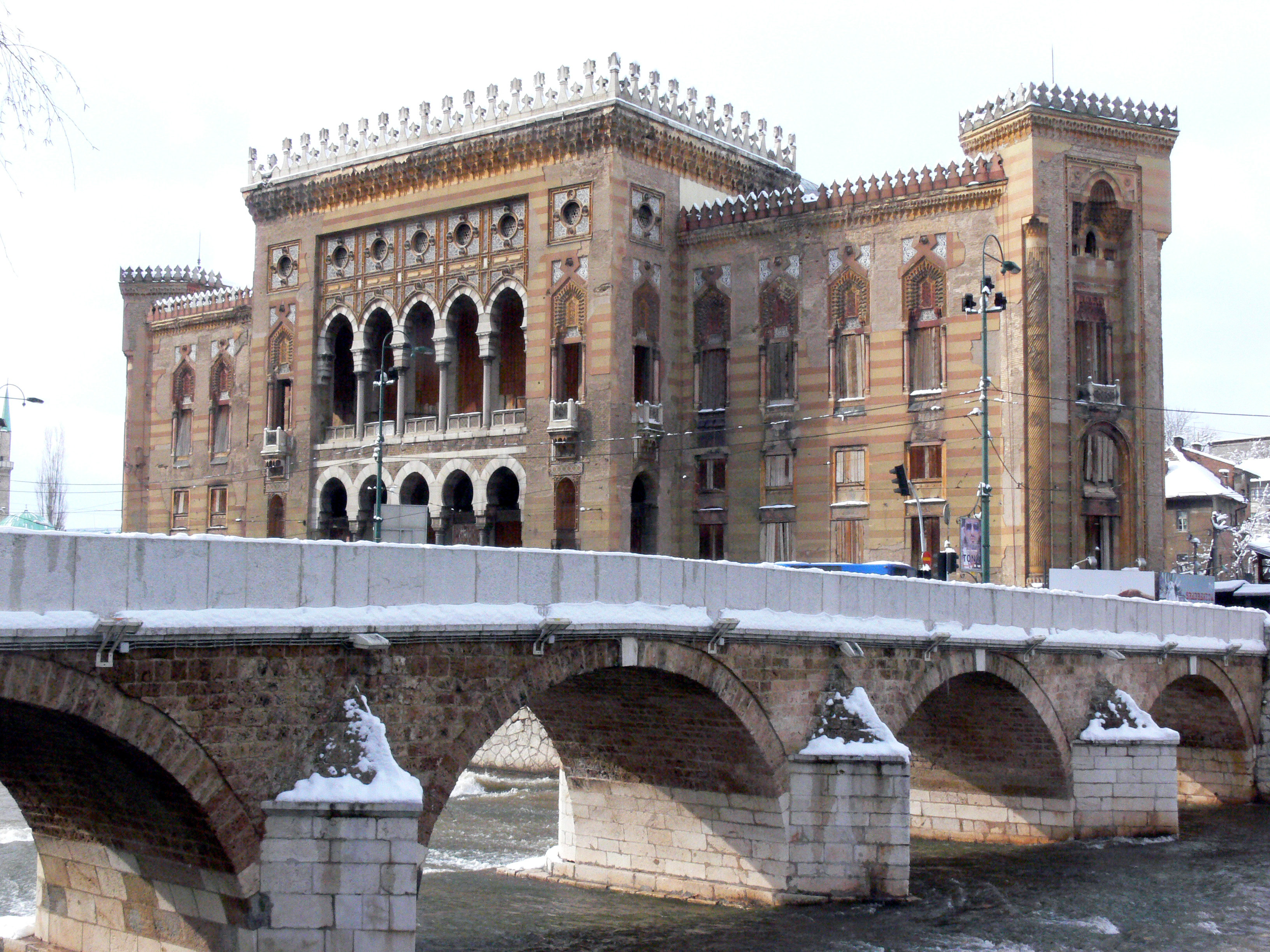
Antiga prefeitura de Sarajevo, capital da Bósnia e Herzegovina
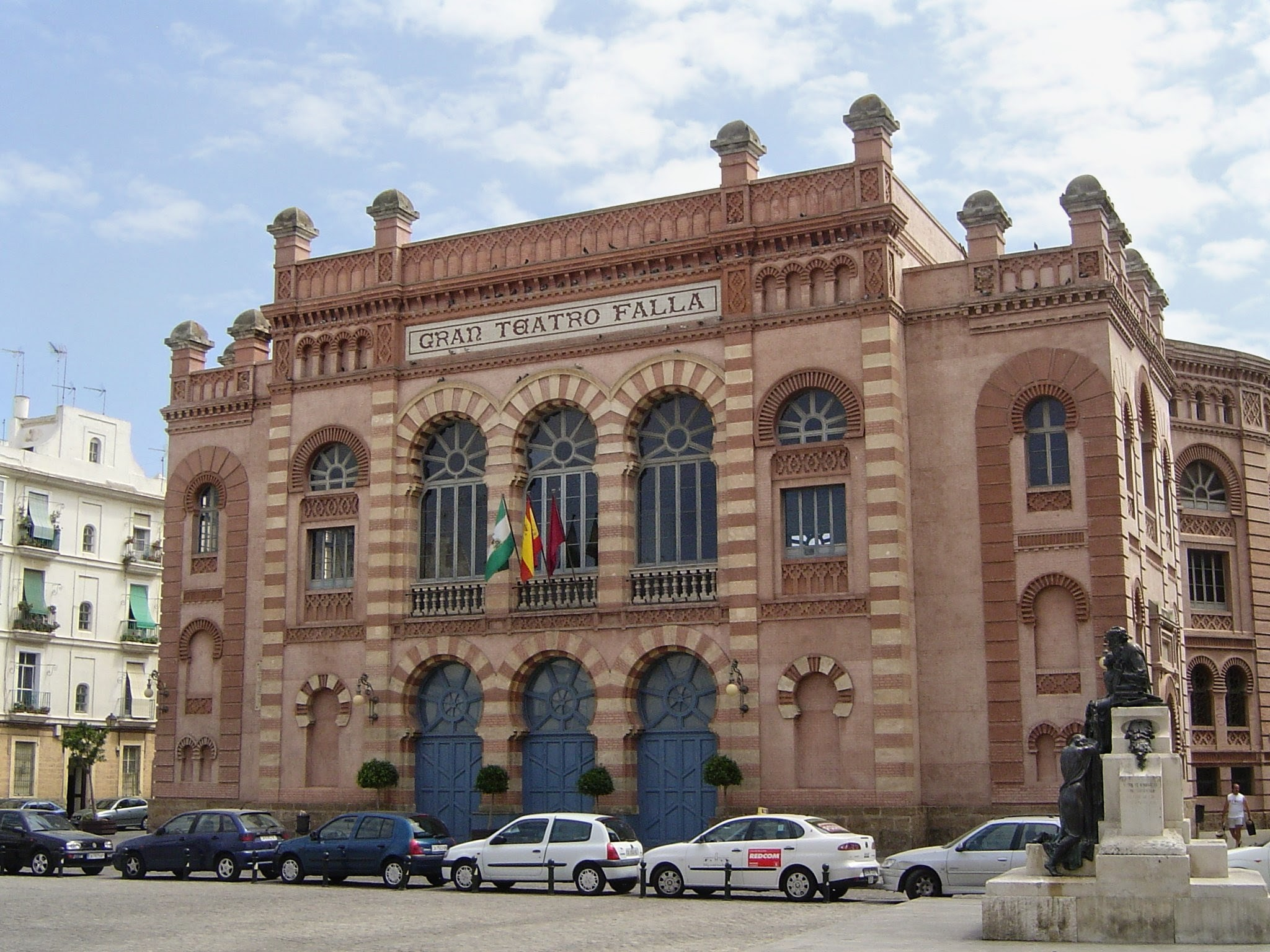
Gran Teatro Falla (1884-1905), em Cádiz, na Espanha
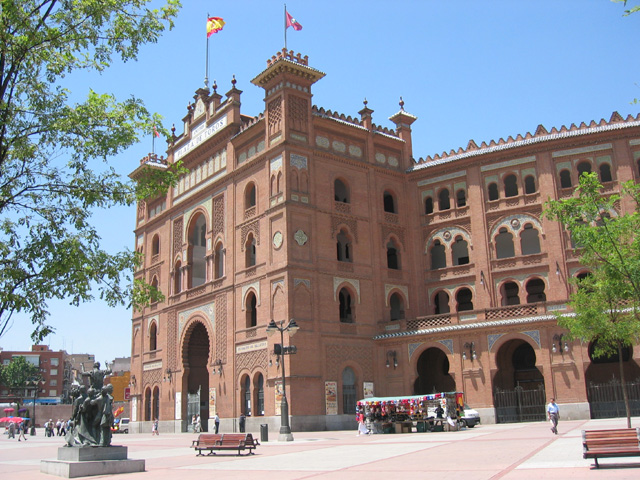
Praça de touros de Las Ventas (1922-31), em Madri, na Espanha
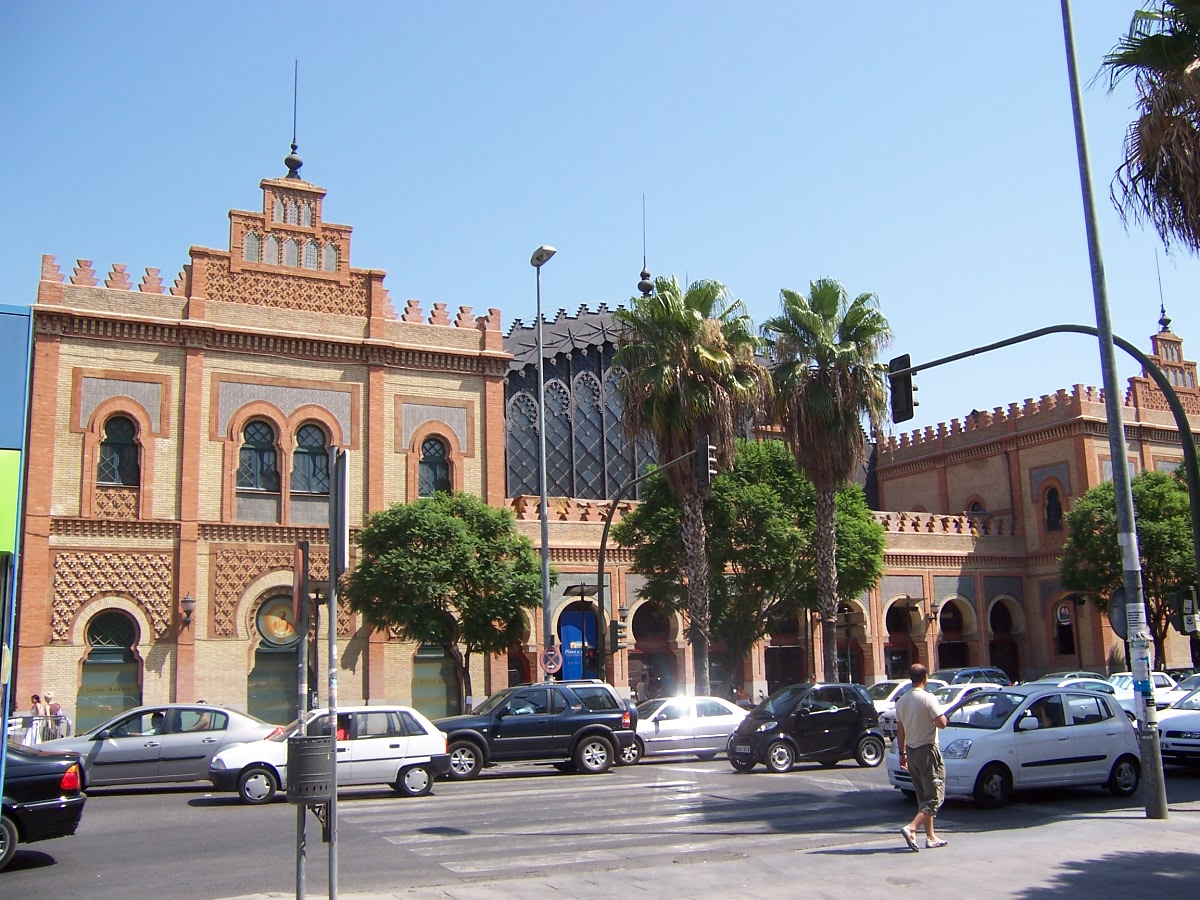
Antiga estação ferroviária Praça de Armas em Sevilha, na Espanha
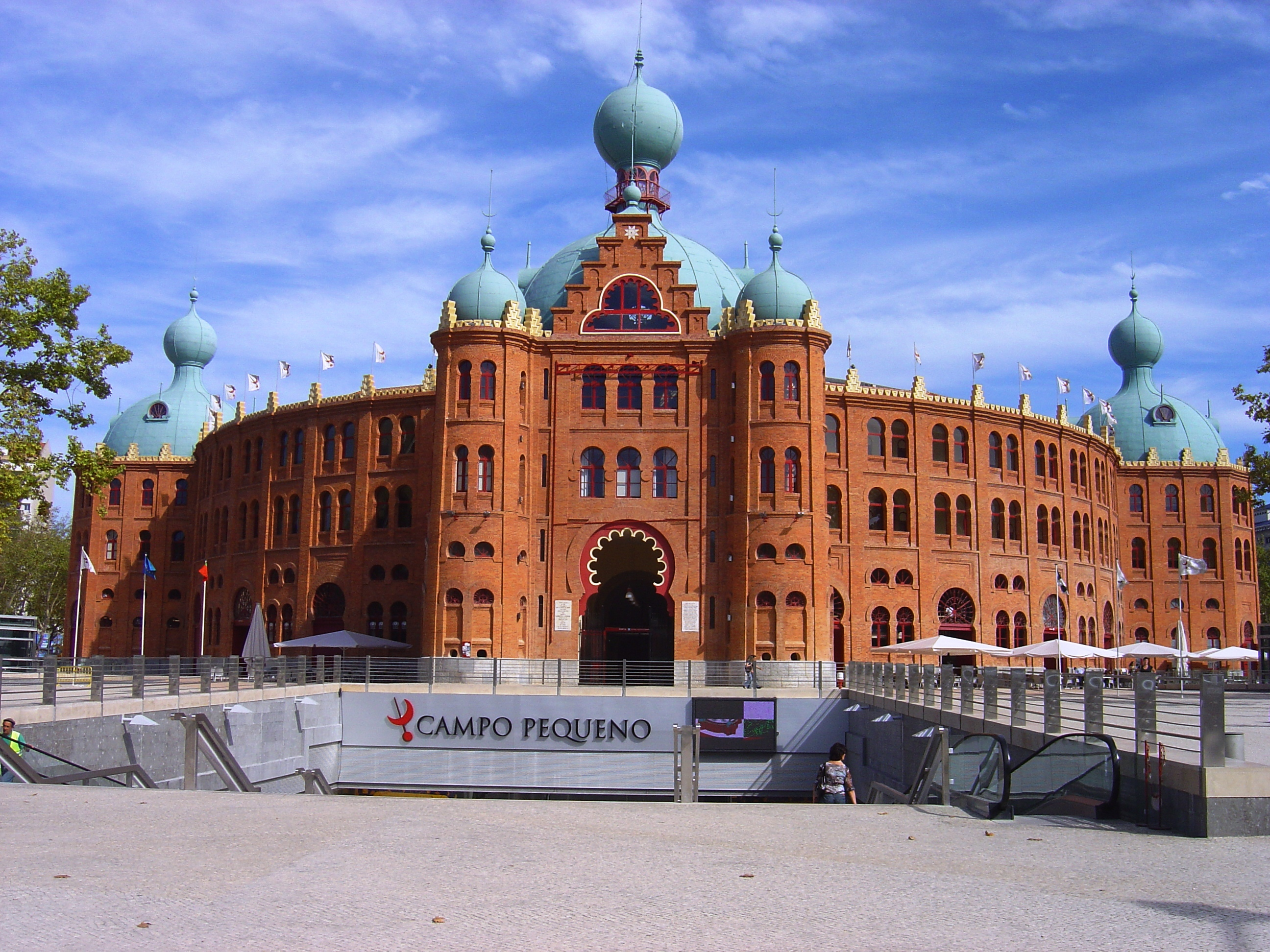
Praça de Touros do Campo Pequeno (1890-92), em Lisboa, em Portugal
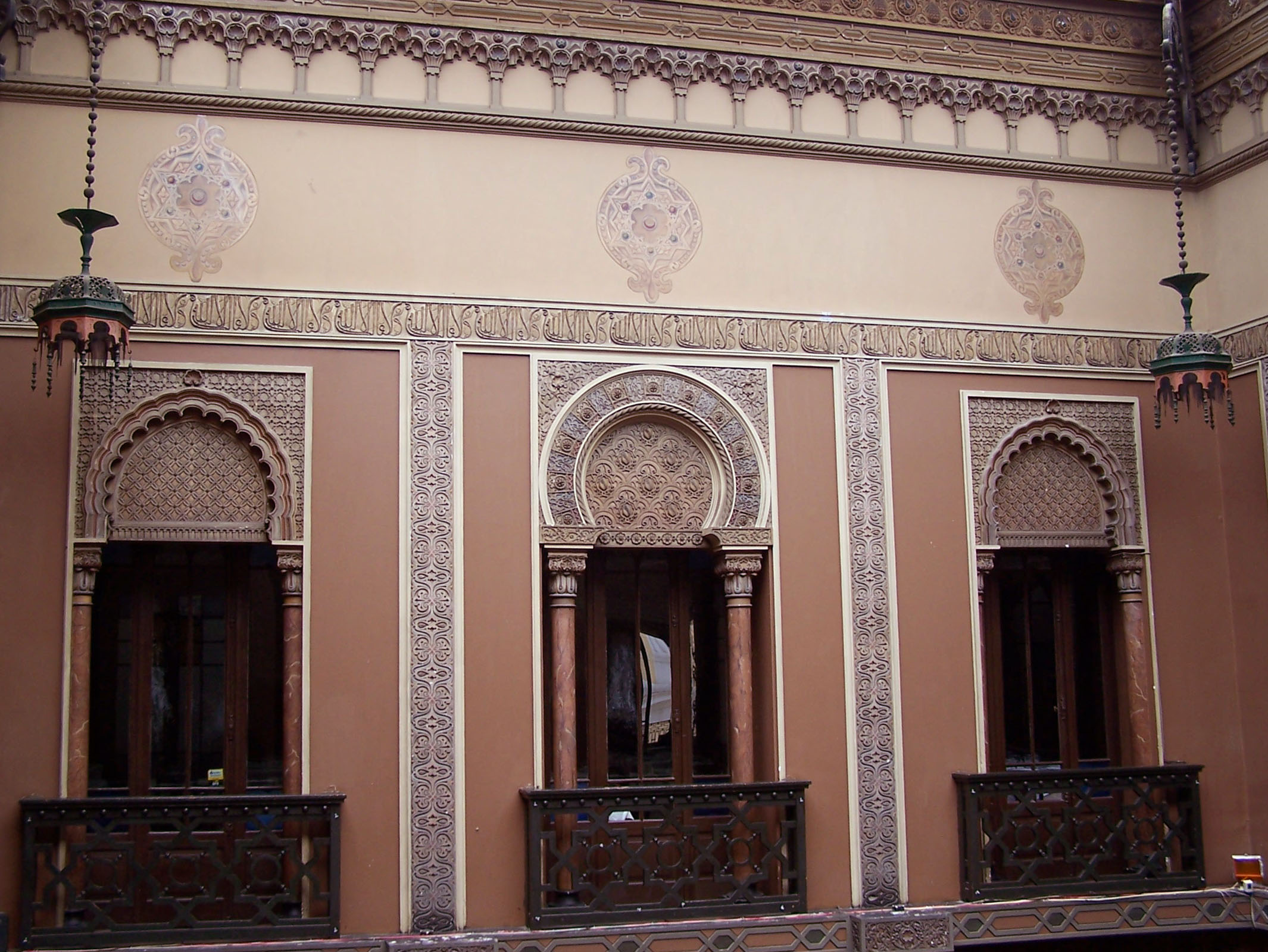
Pátio interno da Casa do Alentejo (c.1910), em Lisboa, em Portugal
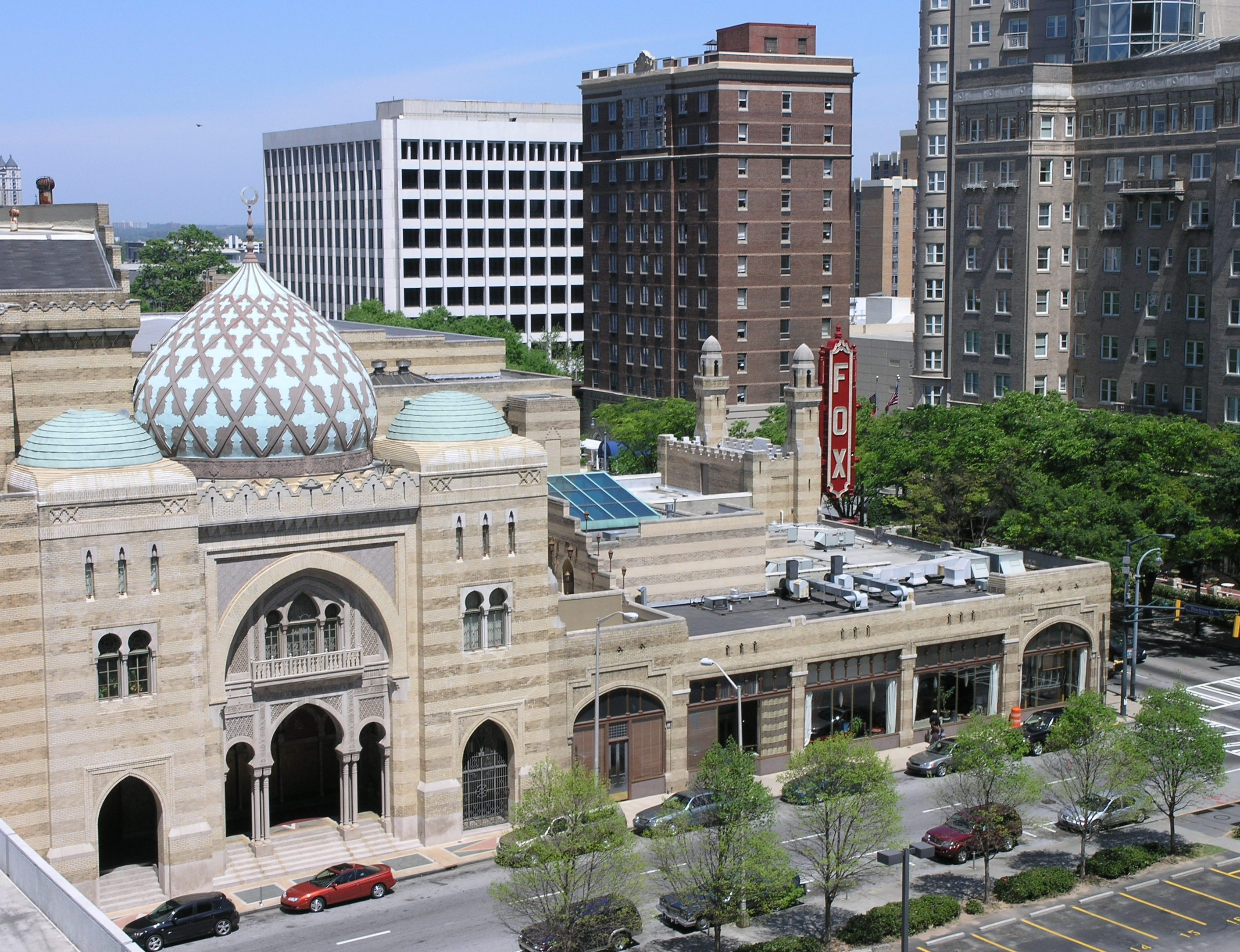
Teatro Fox (c.1929) em Atlanta, nos Estados Unidos
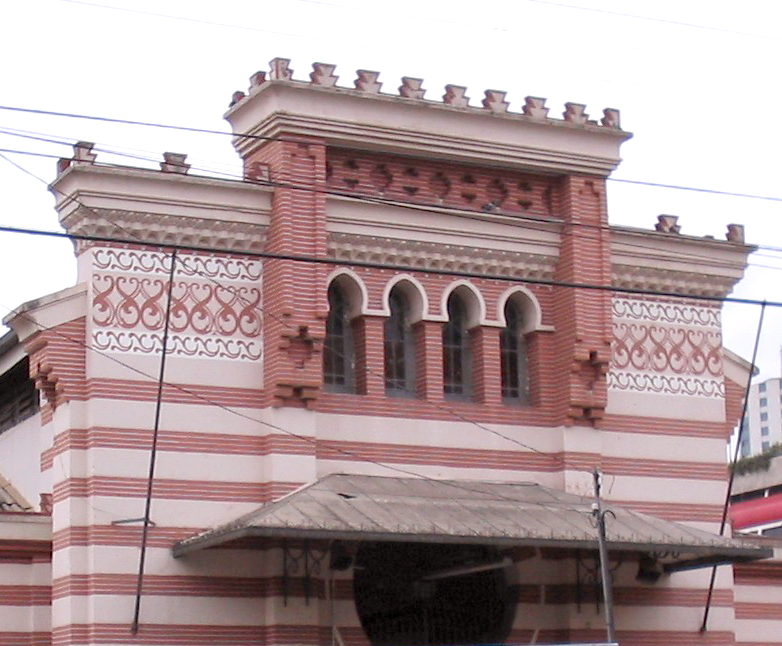
Fachada do Mercado Municipal de Campinas (c.1908), no Brasil